# Neastacilla sirenkoi
Neastacilla sirenkoi är en kräftdjursart som beskrevs av Oleg Grigor'evich Kussakin och Galina S. Vasina 1990. Neastacilla sirenkoi ingår i släktet Neastacilla och familjen Arcturidae. Inga underarter finns listade i Catalogue of Life.